# David Bushnell
David Bushnell (Westbrook, Connecticut, 1740. augusztus 30. – Warrenton, Georgia, 1824.) amerikai mérnök. Ő tervezte a Turtle nevű víz alá merülő naszádot, mely a világtörténelem első víz alatti támadását hajtotta végre 1776-ban a New Yorkot blokád alatt tartó brit flotta zászlóshajója, az HMS Eagle ellen.

## Élete
Szülei öt gyermeke közül ő volt a legidősebb. Huszonhat éves korában elvesztette apját, majd két nővérét alig három év leforgása alatt. Apja halálát követően anyja újra férjhez ment.
David már sokkal idősebb volt évfolyamtársainál, amikor több mint harmincegy évesen jelentkezett a bostoni Yale Egyetemre, ahol elfogadták pályázatát, így 1771-től az egyetem hallgatója lett. Az egyetem falai között kezdett el különféle víz alatti robbanószerkezetek tervezésével próbálkozni, melyek során felvetődött benne egy víz alatti jármű ötlete, mely robbanószerkezeteit el tudná juttatni az ellenséges hadihajó alá.

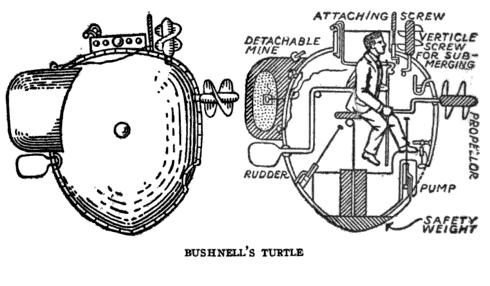
Bushnell Turtle nevű hajója

Bushnell 1775-ben egy három méter hosszú, két méter széles és majdnem egy méter magas, tojás alakú hajót tervezett, melynek a Turtle (teknősbéka) nevet adta. A hajó le-és fölmerülését egy kézzel forgatott, csavaros megoldás tette lehetővé, míg a hajó vízszintes haladását egy kétszárnyú lapátmű biztosította, utóbbi a későbbi hajócsavar egyik előfutárának is tekinthető. A hajó tetejéről egy, az ellenséges hajó fenekének átfúrására alkalmas fúró állt ki, ehhez lehetett hozzáerősíteni egy robbanótöltetet. Az amerikai függetlenségi háború kitörését követően Bushnell hajóját felajánlotta a patrióták számára. Terve az volt, hogy New Yorkot blokád alatt tartó angol flotta zászlóshajóját, az HMS Eagle-t a Turtle az éjszaka leple alatt sikeresen megközelíti, és aknát rögzítve a hajó fenekéhez felrobbantja azt. Az akcióra 1776. szeptember 7-én került sor. Mivel Bushnell nem rendelkezett a hajó működtetéséhez elegendő fizikai erővel és öccse, Ezra Bushnell, a Turtle legképzettebb kormányosa lebetegedett, a kontinentális hadsereg egyik önkéntese, Ezra Lee őrmester irányította a hajót. A Turtle az éj leple alatt néhány méteres mélységbe sikeresen megközelítette a brit hadihajót, azonban nem sikerült átfúrni a hajó fenekét. Az időzített töltet a menekülő tengeralattjáró és a brit sorhajó között robbant, de a felszíni hadihajóban nem okozott kárt.
A kudarcba fulladt támadás ellenére a Turtle a későbbiek folyamán is számos alkalommal kísérelt meg támadásokat végrehajtani brit hajók ellen a Hudson folyón, de ezek sem értek el tényleges eredményeket. A hajó 1776 novemberében semmisült meg, mikor a Fort Lee körüli összecsapások során elsüllyesztették az őt szállító amerikai vitorlást. 
Bushnell a háború további szakaszában tovább kísérletezett, igyekezett minél hatásosabb robbanószerkezeteket tervezni. A háború után 1786-ban David öccse, Ezra meghalt, majd ezt követően egyetemi évfolyamtársa, Abraham Baldwin hívására Bushnell elhagyta Connecticutot és a georgiai Warrentonba költözött, ahol a Franklin College tanára lett. Halálát megelőzően 1824-ben megkereste a haditengerészetet egy lebegő torpedó ötletével. 1824-ben halt meg Warrenton-ban.